# 3e division de Marines (États-Unis)
Pour les articles homonymes, voir 3e division.

Insigne de la 3e division des Marines.

La 3e division des Marines est une division d'infanterie du Corps des Marines des États-Unis basée à Camp Courtney (en) dans la préfecture d'Okinawa au Japon.

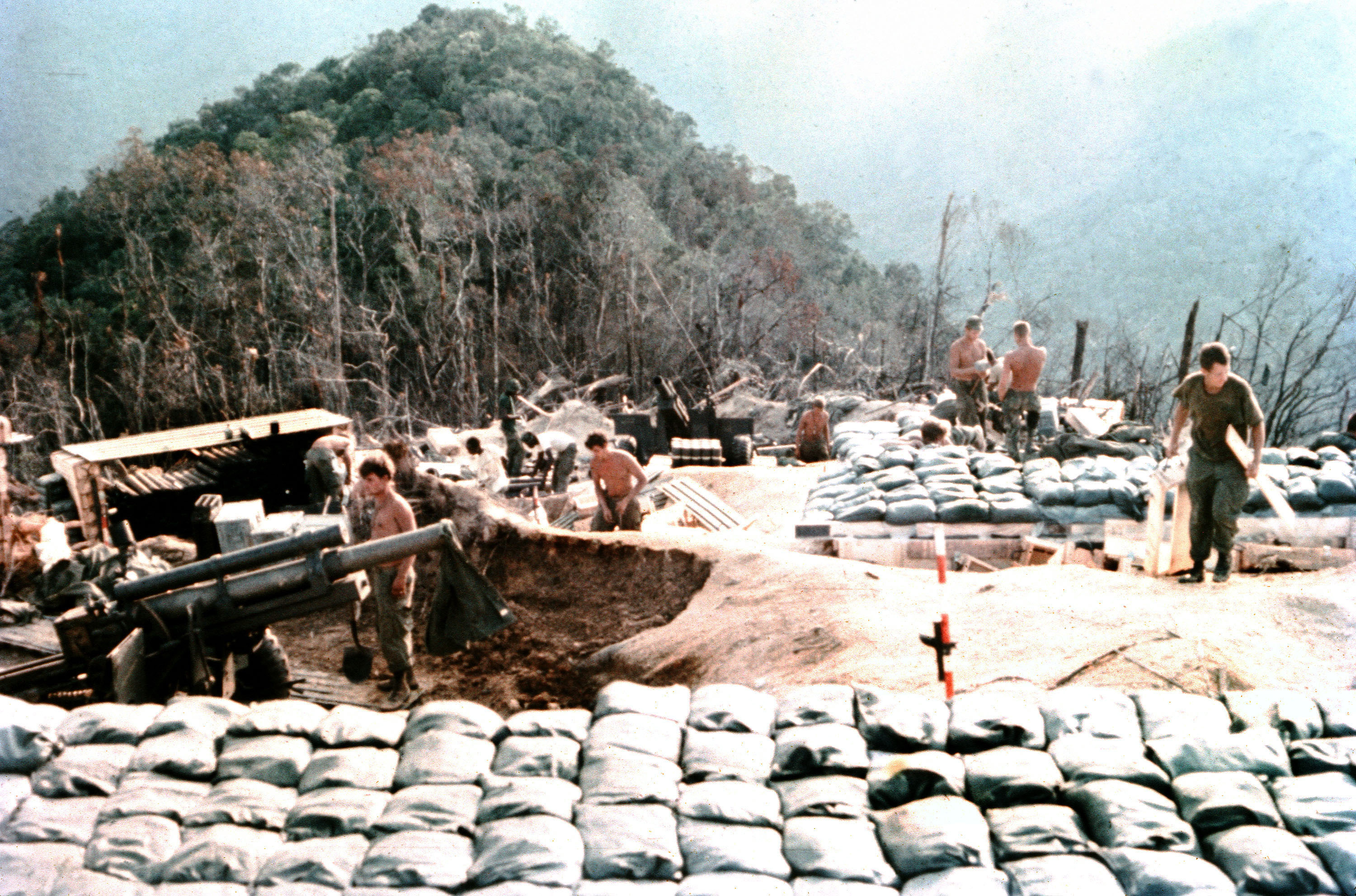
Une Fire Support Base de la 3e division des Marines au Viêt Nam en 1968. Les pièces sont des obusiers de 105 mm M101.

Activée à Camp Elliott (en) en Californie le 16 septembre 1942 pendant la Seconde Guerre mondiale, elle participe à la bataille de Bougainville, à la bataille de Guam et d'Iwo Jima. Elle fut désactivée le 28 décembre 1945.
La division fut réactivée en 1952 et embarqua pour le Japon où elle s'établira jusqu'en 1965. Elle prit par la suite part à la guerre du Viêt Nam de mai 1965 à novembre 1969 avant de reprendre ses quartiers à Camp Courtney (en) sur Okinawa jusqu'à ce jour.